# José Caminero
José Luis Pérez Caminero (ur. 8 listopada 1967 w Madrycie) – były hiszpański piłkarz, grający na pozycji środkowego pomocnika (występował również w formacjach obronnych), wychowanek Realu Madryt.
Caminero grał w juniorskich drużynach Realu Madryt, a od 1987 roku występował w drugiej drużynie klubu: Real Madryt Castilla. W sezonie 1989 przeszedł do Realu Valladolid. W tym klubie zadebiutował w Primera División 8 października 1989 roku w meczu z Logroñés, przegranym 0:1. Szybko wyrósł on na gwiazdę drużyny, jednak w sezonie 1991/1992 spadli oni z ligi i spędzili jeden sezon w Segunda División, z której awansowali z drugiego miejsca w roku 1993. W tym samym roku Caminero podpisał kontrakt z Atlético Madryt, w którym spędził najlepsze lata swojej kariery. 8 września 1993 roku zadebiutował w reprezentacji Hiszpanii w meczu przeciwko Chile wygranym 2:0. W 1994 roku uczestniczył z drużyną w Mistrzostwach Świata w Stanach Zjednoczonych. Na turnieju, na którym Hiszpania odpadła w ćwierćfinale, rozegrał 4 mecze, z Koreą Południową, Niemcami oraz Boliwią w fazie grupowej, oraz w ćwierćfinale z Włochami. Na turnieju zdobył trzy gole, dwa przeciwko Boliwii i honorowego gola w przegranym 1:2 ćwierćfinale. Z klubem święcił największe triumfy w roku 1996, kiedy to drużyna zdobyła mistrzostwo Hiszpanii oraz Puchar Króla. W 1998 roku wrócił do Realu Valladolid, w którym grał przez sześć sezonów aż do odejścia i podjęcia pracy w sztabie trenerskim. W jego ostatnim sezonie (2003/2004) zespół spadł do Segunda División. W reprezentacji Hiszpanii Caminero rozegrał 21 meczów i zdobył 8 bramek, zaś w pierwszej lidze zaliczył 408 występów, w których zdobył 57 goli.